# Четкица за зубе
Четкица за зубе представља једно од основних средстава за одржавање оралне хигијене. Она се користи за механичко одстрањивање свих страних материја са површине зуба, десни и језика. Процењује се да се четкицом може очистити око 60-70% зубних површина, па се за ефикасније чишћење користе додатна средства (конац за зубе, интердентални стимулатор, траке за полирање, чачкалице и др). Обично се користи у комбинацији са пастом за зубе са флуоридима.
Данас на тржишту постоји широка понуда четкица за зубе. Оне се разликују по величини, изгледу (дизајну), квалитету влакана, додацима (чистач за језик, гумени наставци за полирање зуба и масажу десни) итд. Компанија Hasbro је 2005. произвела тзв. „музичку четкицу“ која за време прања зуба емитује различите музичке нумере.
Оне су доступне са различитим текстурама, величинама и облицима чекиња. Већина зубара препоручује употребу меке четкице за зубе, јер четкице са тврдим влакнима могу оштетити зубну глеђ и иритирати десни.
Неке четкице за зубе имају ручке на бази биљака, често од бамбуса. Међутим, многе друге су направљене од јефтине пластике; такве четке представљају значајан извор загађења. Преко милијарду четкица за зубе се годишње одлаже на депоније само у Сједињеним Државама. Чекиње се обично праве од најлона (који, иако није биоразградив, као што је пластика, ипак се може рециклирати) или бамбусове вискозе.

## Историја
Према неким изворима, четкице за зубе сличне данашњим су почеле да се користе у Кини крајем 15. века. Биле су израђене од бамбуса и длака дивљег вепра. Енглез Вилијем Едис (енгл. William Addis) је 1780. године први започео масовну производњу четкица, а на идеју да направи четкицу за зубе је дошао десет година раније током боравка у затвору. Он је направио рупице на животињској кости и у њих убацивао влакна из конопца и учвршћивао их лепком. За веома кратко време се обогатио захваљујући свом изуму. Прву четкицу заштићену патентом је изумео Х. Н. Вадсворт 1857. у САД, али је њена масовна употреба почела тек 1885. године. Дршка четкице је такође била од животињске кости, а влакна су била израђена од длаке сибирског вепра. Прва четкица са вештачким (најлонским) влакнима је пуштена у продају 24. фебруара 1938, а прву електричну четкицу под именом Бронксодент је произвела фирма Бристол-Мајерс 1959. године.

## Грађа
Четкица за зубе се састоји од дршке, врата и главе на којој се налазе влакна. Данас се производе четкице различитог облика, па се дршка и глава могу налазити у истој равни или глава може бити постављена под одређеним углом у односу на дршку. На глави четкице требало би да се налази 2-3 реда снопића и у сваком реду би требало бити 6-8 снопића са 30 влакана просечне дужине 1 cm. Четкице са већим бројем влакана имају 4 реда по 13 снопића.
Димензије четкице зависе од узраста и морфолошких карактеристика корисника. Четкице за децу су дугачке 12,5-15 cm са главом димензија 2,5 cm, док су оне намењене одраслим особама дугачке 15,5-17 cm са главом димензија 3-4 cm.
Влакна могу бити направљена од природних или вештачких материјала. Некада су се више користили природни материјали (длака козе, јазавца, свиње), али се данас (због низа предности) углавном користе влакна направљена од најлона или полиестера. Дужина влакана износи приближно 10-11 mm, а дијаметар 0,20-0,35 mm. Њихови врхови су заобљени или усечени у централном делу како би боље приањала уз површину зуба. Према тврдоћи, влакна (односно четкице) се деле на тврда, средње тврда и мека. Већина стоматолога препоручује употребу меких (енгл. soft) или средње тврдих (енгл. super soft) четкица, јер тврда влакна могу да изазову оштећење глеђи и десни. Постоје и екстра меке четкице намењене млађој деци.

## Критеријуми
Према препорукама Америчке денталне асоцијације, добра четкица за зубе треба ефикасно да чисти зубе и усну дупљу, да буде лака за руковање и одржавање, да својим дизајном буде прилагођена индивидуалним карактеристикама корисника и да може неометано да се излаже ваздуху (ради сушења).

## Одржавање четкице
Након сваке употреба четкица треба да се опере и остави на сталак како би се осушила. Замена дотрајалих четкица се ради просечно сваких 2-3 месеца, односно у дужим или краћим интервалима у зависности од њеног квалитета и учесталости коришћења. Доказано је да су нове четкице 35% ефикасније у односу на оне са дотрајалим влакнима.

## Посебне врсте четкица
Постоје четкице посебног дизајна намењене особама са различитим протетским радовима или ортодонтским апаратима, широким међузубним простором, пародонталним обољењима, као и особама ометеним у развоју.
Четкице са великим бројем снопића су израђене од меканих влакана и користе се за чишћење и масажу десни. Електричне четкице различитог облика и начина рада се користе уместо обичних четкица, мада оне не показују значајније предности у односу на обичне под условом да је техника прања зуба правилна. Оне су погодне за употребу код мале деце и ментално оболелих особа, када прање зуба раде друге особе уместо њих. Интерденталне четкице се користе за уклањање наслага у простору између два зуба или између зуба и неке надокнаде или ортодонтског апарата у устима. Могу да се користе самостално или у комбинацији са посебним држачима. Четкице за језик се користе за чишћење горње стране језика, мада се у ту сврху могу користити и обичне четкице за зубе. Некада су се користиле и четкице са влакнима од гуме, које су биле намењене за чишћење тек изниклих млечних зуба. Данас се у продаји могу наћи и четкице за жвакање (енгл. chewable toothbrush) које су израђене од мекане пластике и користе се без пасте и воде.